# Calathusa humboldti
Calathusa humboldti är en fjärilsart som beskrevs av Holloway 1979. Calathusa humboldti ingår i släktet Calathusa och familjen trågspinnare. Inga underarter finns listade i Catalogue of Life.